# Astrenis granum
Astrenis granum là một loài tò vò trong họ Ichneumonidae.